# Mravkolev
Mravkolev (rody Myrmeleon, Euroleon, Dendroleon a jiné) je označení pro mnoho rodů hmyzu z řádu síťokřídlých. Celkový počet druhů dosahuje asi 2000. Nejznámějším druhem v ČR je mravkolev běžný (Myrmeleon formicarius).

## Dravé larvy
Dravé larvy tohoto hmyzu mají zajímavý způsob lovu. Žijí zahrabané v sypkém materiálu, zejména v jemném písku, ve kterém vytvářejí nálevkovité pasti, jejichž sypké strany zabraňují úniku drobného hmyzu – zejména mravenců, tvořících hlavní složku jejich potravy, kterou vysají. Když mravenec vleze za okraj nálevky, shodí několik zrníček písku na dno. Upozorní tím mravkolva a ten na něj začne házet jemný písek, kterým ho shodí k sobě na dno. Larva je stále schována na dně pod vrstvičkou písku, takže ji obvykle není vidět.
Některé larvy žijí také volně v lesní hrabance. Vyskytují se na okrajích lesů, na písčitých a suchých místech.
Dospělé larvy se kuklí v kulovitých zámotcích, utkaných z jemných hedvábných vláken, kterými jsou spojena zrnka písku, takže kokon dokonale splývá s okolním prostředím. Po několika týdnech z ní vyleze larvě i kukle nepodobný dospělec.
Dospělci, kteří se obvykle živí drobným hmyzem, létají večer a unikají tak lidské pozornosti. Larvu je možno pozorovat snadněji.

## Galerie

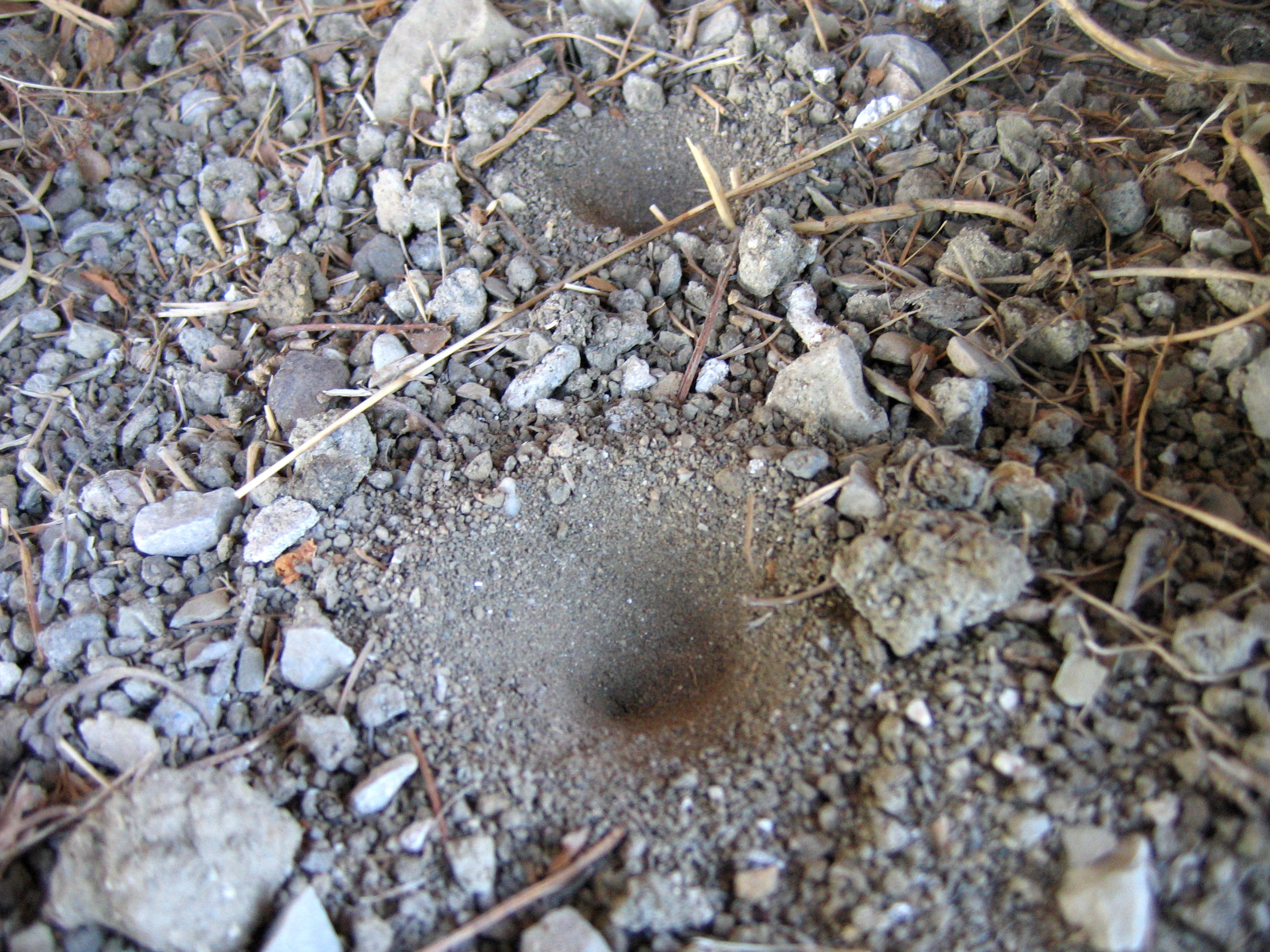
Jamka larvy mravkolva se stává pastí pro hmyz, nejčastěji pro mravence
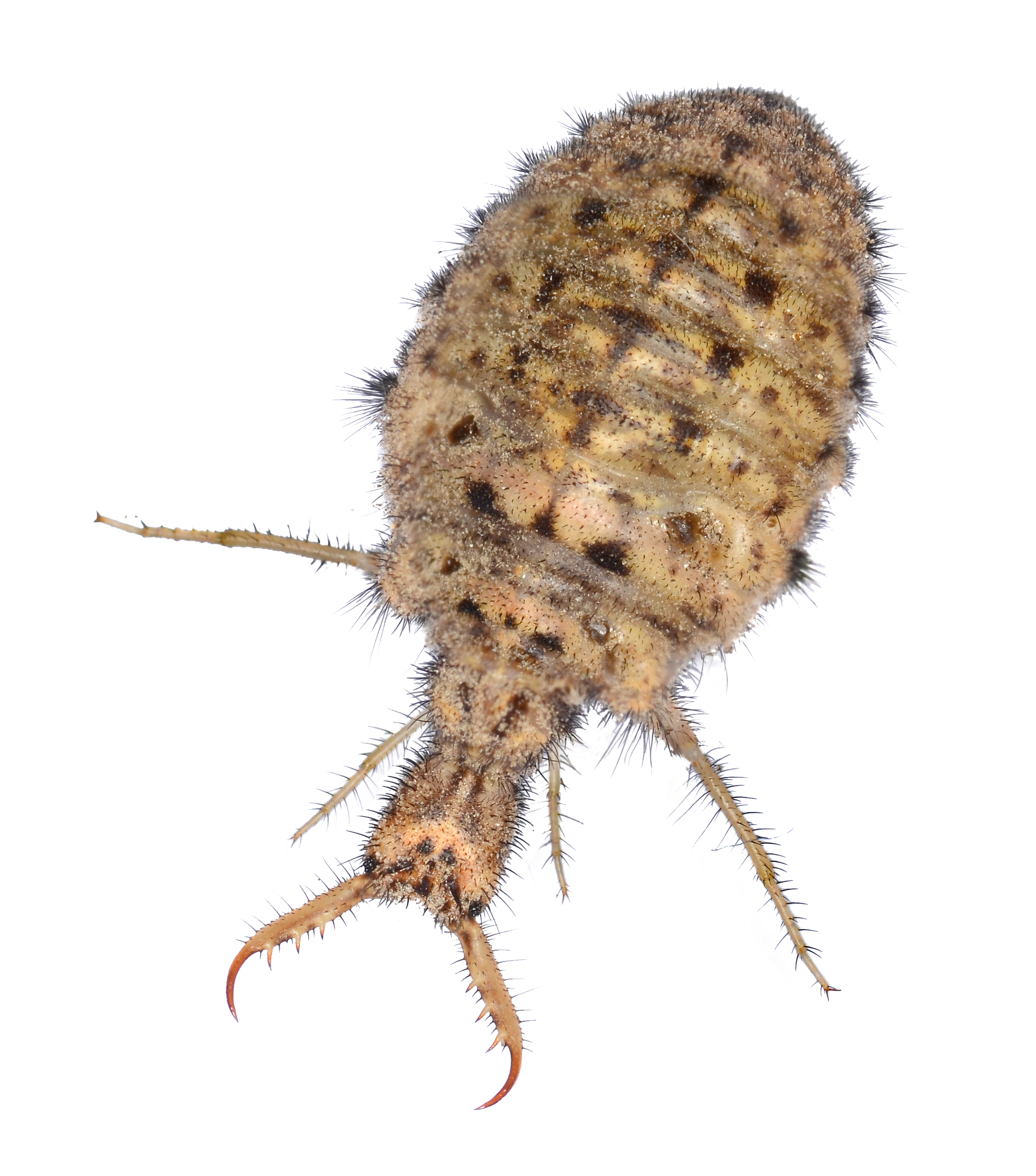
Larva mravkolva
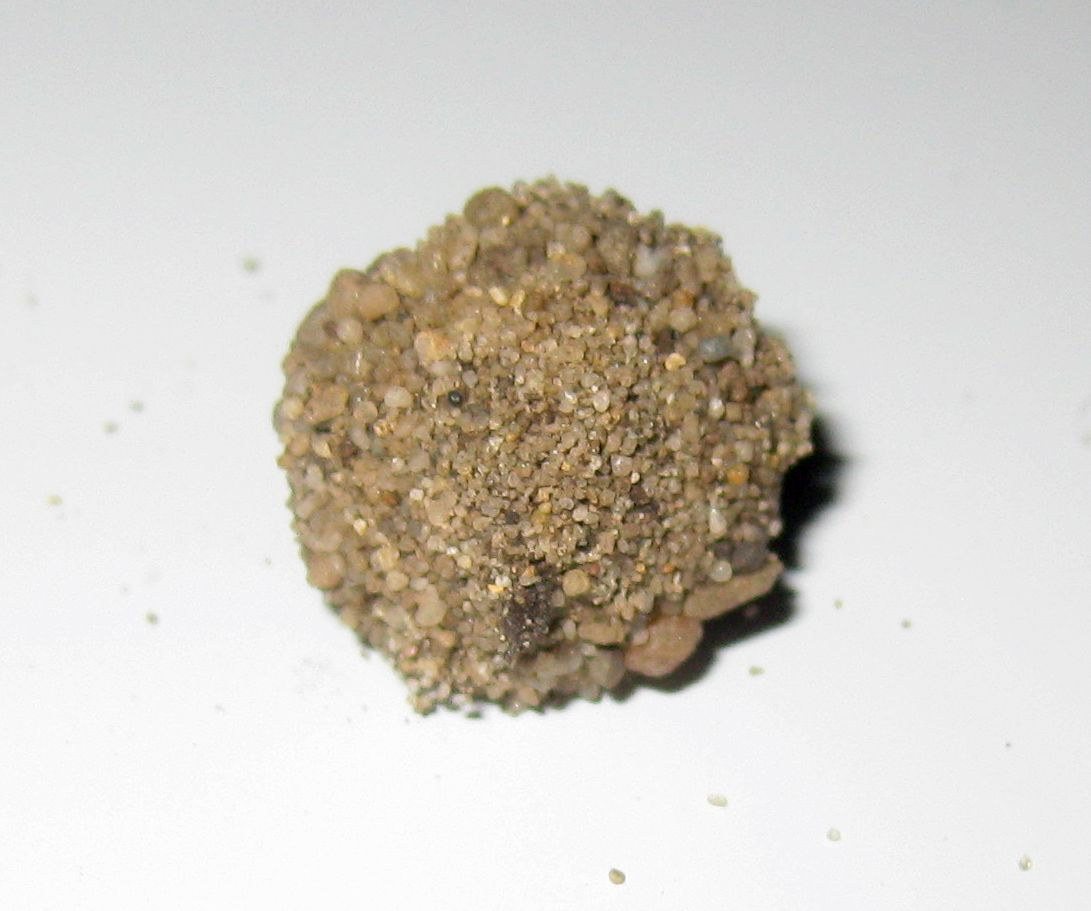
Kukla mravkolva